# ميخائيل ماكلاود
ميخائيل ماكلاود (بالإنجليزية: Michael McCloud)‏ هو مغني أمريكي، ولد في 1947.

## وصلات خارجية
- ميخائيل ماكلاود على موقع ميوزك برينز (الإنجليزية)